# Pteronymia gertschi
Pteronymia gertschi är en fjärilsart som beskrevs av Fox 1945. Pteronymia gertschi ingår i släktet Pteronymia och familjen praktfjärilar. Inga underarter finns listade.